# Domaine de Bodelio
Le domaine de Bodelio constitue l'ensemble d'un manoir et de son parc, à Malansac, dans le Morbihan.

## Localisation
Le domaine est situé au nord du bourg de Malansac. Le manoir se trouve à environ 2,3 km à vol d'oiseau au nord-est du centre-ville.

## Histoire
Le domaine de Bodelio est un ancien domaine féodal érigé au plus tard au début du XVe siècle, époque dont est datée la construction du mur d'enceinte.
Un manoir, servant alors de pavillon de chasse, est construit au XVIIe siècle. Dans le courant du siècle suivant, il se transforme en exploitation forestière et agricole. En parallèle, sont aussi exploitées des activités d'extraction d'ardoises, de saboterie, de sciage et de charbonnerie,.
Appartenant à la compagnie du chemin de fer de Paris à Orléans en 1842, le domaine est acquis en 1850 par la famille Simon, qui en modernise les activités et fait aménager un parc paysager à proximité du manoir. Les fermes du Val-Simon et de Kerdrio datent de cette époque.
François Forest, futur maire de Malansac, l'achète en 1890 et y entreprend d'importants travaux de drainage.
La croix de Vau-Billy est levée par son épouse après la Première Guerre mondiale, en remerciement du retour de ses fils.
L'ensemble du domaine, y compris sa rabine d'accès, sont inscrits au titre des monuments historiques par arrêté du 23 décembre 1992.

## Architecture
Le domaine, d'une surface d'environ 375 ha, est enclos d'un mur de schiste de 11 km de long, et 3 m de haut. Trois portes d'entrée (à l'ouest, à l'est et au sud) y sont percées pour permettre les échanges avec l'extérieur.
Le manoir est construit suivant un plan rectangulaire et de style néoclassique. Élevé sur trois travées, il est coiffé, sur sa façade principale, d'un fronton triangulaire et d'un lanternon.